# Philippe Hirschhorn
Philippe Hirschhorn (in lettone: Filips Hiršhorns) (Riga, 11 giugno 1946 – Bruxelles, 26 novembre 1996) è stato un violinista e docente sovietico naturalizzato belga.

## Biografia
Philippe Hirschhorn iniziò a studiare il violino con Voldemārs A. Stūresteps alla scuola di musica di Riga, e poi dal 1963 con Mikhail Vaiman al Conservatorio di Leningrado.  Si fece notare in due importanti concorsi internazionali; nel 1965 al Concorso Paganini di Genova e nel 1967 al Concorso Regina Elisabetta di Bruxelles. Hirschhorn completò gli studi nel 1971 in Lettonia. Dopo aver vinto il Concorso di Bruxelles, le autorità sovietiche gli permisero di suonare in Unione Sovietica, ma dal 1967 lo autorizzarono a suonare in Occidente solo per una serie di concerti a Londra. 
Nel 1973 emigrò in Israele e, dopo aver tenuto diversi concerti in Israele, dal 1974 si trasferì in Belgio dove prese la cittadinanza. Iniziò una carriera internazionale, tenendo concerti in Europa, Stati Uniti, America latina, e Giappone con le più prestigiose orchestre, i più rinomati direttori e collaborando con molti strumentisti nell’ambito della musica da camera. Pur essendo un violinista rinomato, ammirato e rispettato dai colleghi, la carriera di Hirschhorn appena decollata eclissò rapidamente, e nel giro di pochi anni, attirò sempre meno l’attenzione del pubblico. Hirshhorn, dal carattere difficile, era ben noto per il suo rifiuto di compromettere la musica per una carriera commerciale. 
A metà degli anni 70 questa serie di circostanze, e l’inizio di una serie di problemi di salute, portarono Hirschhorn a diradare progressivamente l’attività concertistica e a dedicarsi alla didattica. Insegnò nei Conservatori di Utrecht e di Bruxelles, acquistando in breve una non comune reputazione di pedagogo. Tra i suoi allievi si possono ricordare Philippe Graffin, David Grimal, Cornelia Angerhofer, Janine Jansen, Yoris Jarzynski, Marie-Pierre Vendôme, Dmitry Makhtin, Liza Ferschtman e Adriaan Stoet. Dal 1981 al 1982 ricoprì anche il doppio ruolo di direttore e ‘spalla’ della Orchestre Royal de Chambre de Wallonie. Poi riprese gradualmente l’attività concertistica dedicandosi prevalentemente alla musica da camera. Dal 1994 l’aggravarsi dei problemi di salute lo portarono rapidamente al ritiro da ogni attività pubblica. Mancò nel 1996 all’età di 50 anni a Bruxelles.